# Tirmini
Tirmini este o comună rurală din departamentul Mirriah, regiunea Zinder, Niger, cu o populație de 69.356 de locuitori (2001).